# Palaeopropithecus
Palaeopropithecus är ett släkte av utdöda primater som levde på Madagaskar. De listas tillsammans med andra utdöda lägre primater i familjen Palaeopropithecidae.
Enligt en referens från 2002 utgörs släktet av tre arter:
- Palaeopropithecus ingens
- Palaeopropithecus maximus
- Palaeopropithecus sp. (saknade beskrivning när boken publicerades)

Palaeopropithecus ingens hade en skalle som var 181 till 211 mm lång och en uppskattad vikt av 40 till 60 kg (genomsnitt 45 kg). Skallen har ungefär samma form som hos den nu levande arten indri men den var större och något smalare. Kindtändernas konstruktion var lika som hos dagens silkeslemurer, där indrin ingår. Arten hade främre extremiteter som var längre än bakbenen och de förlängda händer och fötter liknade en bred krok.
På grund av kroppsformen antas att dessa primater var specialiserade på livet i träd ungefär som dagens orangutanger (Pongo) eller sengångare. Uppskattningsvis åt de samma föda som dagens silkeslemurer. Arterna dog troligen ut för 2500 till 1000 år sedan. Ungefär under samma tid nådde människan Madagaskar och därför antas att den var delaktig i släktets försvinnande genom skogsröjning och jakt.
Palaeopropithecus maximus var med en uppskattad genomsnittlig vikt av 52 kg och en cirka 191 mm lång skalle den största arten och den tredje arten var minst.